# Districte d'Orbe
Orbe és un districte del Cantó de Vaud, Suïssa.
En formen part els següents comuns:
- Agiez
- Arnex-sur-Orbe
- Ballaigues
- Baulmes
- Bavois
- Bofflens
- Bretonnières
- Chavornay
- Corcelles-sur-Chavornay
- Croy
- Juriens
- La Praz
- L'Abergement
- Les Clées
- Lignerolle
- Montcherand
- Orbe (capital)
- Premier
- Rances
- Romainmôtier-Envy
- Sergey
- Valeyres-sous-Rances
- Vallorbe
- Vaulion
- Vuiteboeuf